# Аваро-андо-цезькі мови
Ава́ро-а́ндо-це́зькі мови — гілка нахсько-дагестанських мов. До їхнього складу входять аварська мова, андійські та цезькі мови.

## Звуковий лад аваро-андійських мов
Аваро-андійські мови мають дуже розвинену систему приголосних та достатньо розвинену систему голосних, що характерно також для інших дагестанських мов.
У всіх аваро-андійських мовах є п'ять чистих голосних: «а», «е», «і», «у», «о». Назалізовані голосні «а», «е», «і», «у», «о», що виникли в результаті послаблення та випадання носового сонорного «н» (рідше «м»), існують в ботліській, тиндинській, ахвахській, чамалинській, багвалинській мовах. Довгі голосні «а», «е», «і», «у», що з'явилися в результаті заливання двох однакових чистих голосних, характерні для чамалинської, ахвахської та тиндинської мов. Характерна ознака голосних в андійських мовах — їх вимова на початку слова з твердим приступом. Одна з важливих рис консонантизму цих мов — протиставлення глухих аффрикат та спірантів за кореляцією «слабий — сильний»: «ц» — «цц», «цӏ» — «цӏцӏ», «ч» — «чч», «чӏ» — «чӏчӏ», «лӏъ» — «лӏ», «къӏ» — «къ» (аффрикати), «с» — «сс», «ш» — «шш», «лъ» — «лълъ», «х» — «хх» (спіранти) і т. д. В окремих андійських мовах існують випадки порушення такої кореляції. Майже у всіх андійських мовах втрачений слабкий корелят «ц», а його сильний корелят «цц» залишився. Повністю шумні латеральні збереглися в ахвахській мові. В багвалинській мові залишилися лише «лълъ» та «къ».

## Особливості вокалізму цезьких мов
Особливості вокалізму цезьких мов — наявність довгих назалізованих голосних, лише в бежтинській мові — умлаутованих голосних. Характерні риси консонантизму — наявність латерального ряду приголосних змичних абруптивів та африкатів. Для деяких цезьких мов також характерні лабіалізація, палаталізація.